# Juan Ruiz
Juan Ruiz, zwany Arcipreste de Hita (ur. ok. 1283, zm. ok. 1350) – hiszpański poeta i duchowny katolicki.
Kształcił się w Toledo. Był dziekanem Hity. Napisał słynny poemat Księga dobrej miłości (Libro de buen amor, 1343, pierwsze pełne wydanie 1901, wybór polski 1980), przeciwstawiający "dobrą" miłość bożą "grzesznej" miłości ludzkiej; poemat ten stanowił syntezę prądów średniowiecznej hiszpańskiej kultury i przegląd ówczesnych form wersyfikacyjnych, a jednocześnie był opowieścią autobiograficzną.